# The Chief of Police
The Chief of Police è un cortometraggio muto del 1914 diretto da George Melford.

## Produzione
Il film fu prodotto dalla Kalem Company.

## Distribuzione
Distribuito dalla General Film Company, il film - un cortometraggio di una bobina - uscì nelle sale cinematografiche USA il 4 agosto 1914.